# Muelle Presidente Illia
El muelle Presidente Illia es un muelle argentino ubicado en Punta Loyola, provincia de Santa Cruz, a 15 kilómetros de Río Gallegos, usado para transporte de carbón y petróleo. El muelle se caracteriza por no estar expuesto a los problemas de las mareas y opera de carga y descarga de barcos mineraleros. También es un importante puerto pesquero en el que se encuentra un asentamiento de la Prefectura Naval Argentina.
Se encuentra junto a la estación Punta Loyola del ramal ferroviario, insugurada en el año 1995, como resultado de la modificación de la traza original de dicho ramal. La construcción de esta prolongación del ramal se inició en 1993, para comunicar con el puerto con la mina de carbón de Río Turbio, donde puede cargarse el carbón en buques de mayor calado. Ya que puerto de Río Gallegos, presenta problemas de calado y grandes diferencias de altura de mareas (con medias por encima de los 9 metros). Ello limita la capacidad de los buques, obliga a usar remolcadores, e impone la restricción de que los buques deben ser aptos para soportar sin inconvenientes la varadura. Por esas razones se construyó este puerto de aguas profundas en Punta Loyola, en el extremo sur de la boca de la ría. El nuevo puerto, fue habilitado en 1983, pero la extensión del ferrocarril solo se concretó hacia 1995. Para ello, se construyó un empalme en el kilómetro 9 de la traza, y de allí la extensión de 32 km hasta el puerto, siendo desafectado de sus funciones el tramo hacia la estación Río Gallegos.
Se ubica en la desembocadura de la ría del río Gallegos y posee un 71% al Estado Nacional, y está concesionado a la empresa Yacimientos Carboníferos Fiscales y en un 29% a Yacimientos Petrolíferos Fiscales. Se trata de un muelle de hormigón armado sobre pilotes metálicos, con una plataforma de atraque que cuenta con un sector de 160 metros para el carbonero, más 22,5 metros para el petrolero. Este muelle permite operar buques carboneros hasta 62 700 toneladas y petroleros hasta 38 000.
El nombre del muelle se debe a Arturo Umberto Illia presidente argentino entre 1963 y 1966.